# Euxoa huebneri
Euxoa huebneri là một loài bướm đêm trong họ Noctuidae.